# Étienne Robial
Étienne Robial, né le 20 novembre 1945 à Rouen, est un éditeur de bande dessinée, graphiste et directeur artistique français.
Comme éditeur, il est connu pour avoir animé avec Florence Cestac de 1974 au début des années 1990 la maison d'édition Futuropolis, qui a joué un rôle déterminant dans l'évolution de la bande dessinée d'auteur francophone.
Comme graphiste, outre son travail chez Futuropolis et pour des revues comme Métal hurlant et (À suivre), il est surtout connu pour avoir créé le concept d'habillage télévisuel et conçu l'identité graphique de Canal +, dont il a été directeur artistique de 1984 à 2009, tout en travaillant pour de nombreux autres médias (M6, La Sept, RTL 9, Les Inrockuptibles ou encore Show TV).
Étienne Robial est depuis 2019, membre de l'Alliance graphique internationale
,.

## Biographie

### Débuts (1945-1972)
Né à Rouen en 1945, Étienne Robial étudie à l'École des beaux-arts locale de 1962 à 1967. En cinquième année, il gagne un concours de graphisme grâce à un travail sur les dominos qui lui permet d'étudier à l'École des arts et métiers de Vevey, où il apprend le métier de graphiste. Parallèlement il prépare la deuxième partie de son diplôme national français avec un travail sur les cocottes en papier, ce qu'il utilise comme prétexte pour s'impliquer dans le mouvement de mai 1968, notamment en mettant en page L'Enragé de Siné.
La nuit du 14 juillet, accompagné d'amis, il descend et détourne en le rendant entièrement rouge un drapeau français ; arrêté, il passe 18 jours en prison à Bordeaux avant son procès, puis est privé de ses droits civiques et envoyé au service militaire en Allemagne, dans un régiment disciplinaire, où il reste jusqu'en février 1970. Pendant son service, il réalise avec l'aide de François Bréant des pochettes de disque pour Barclay, travail qu'il poursuit à son retour à Paris, toujours en indépendant, réalisant en tout près de 300 pochettes. Il travaille alors également comme maquettiste et retoucheur de photographies pour les éditions Filipacchi (Mademoiselle Âge Tendre, Super Hebdo, 20 ans, etc.), ce qui lui permet d'atteindre de très bons revenus.
En 1971, Robial édite pour le libraire Robert Roquemartine le premier recueil du Concombre masqué de Mandryka, préfacé par Jean-Pierre Dionnet, alors jeune scénariste débutant chez Pilote. Désireux de devenir éditeur depuis ses études aux Beaux-Arts, Robial cherche des pistes pour quitter Filipacchi.

### Futuropolis (1972-1986)
En 1972, Robial rachète avec sa compagne Florence Cestac ainsi que Denis Ozanne et Jean-Claude De Repper la librairie Futuropolis de Robert Roquemartine, située rue du Théâtre à Paris. Admiratif du travail de Jean-Jacques Pauvert et Éric Losfeld, Robial considère en effet qu'une librairie est un tremplin idéal pour devenir éditeur. Les associés en font la première librairie de bande dessinée française, servant aussi bien un public d'amateurs nostalgiques de bande dessinée franco-belge que des férus de comic strips américains comme Alain Resnais. Ils importent des bandes dessinées étrangères, organisent des expositions, font venir des auteurs américains après le premier voyage californien de Robial en 1974, etc. En 1977, les associés ouvrent une deuxième enseigne, rue Grégoire-de-Tours, spécialisée dans la science-fiction.
En 1974, Robial publie un recueil de Calvo, faisant de sa librairie une maison d'édition spécialisée dans la bande dessinée d'auteur et la réédition de classiques. Dès ses premiers albums brochés publiés au format 30×40 cm, Futuropolis se distingue par le soin minutieux apporté à la conception de ses albums, de la typographie au grammage du papier. À l'inverse des éditeurs contemporains, Robial estime en effet que l'album de bande dessinée doit être un objet en soi, et non un simple contenant ; il cherche également systématiquement à mettre en avant le nom de l'auteur, qu'il considère bien plus important que la série ; enfin, il privilégie le noir et blanc, aussi bien pour des raisons esthétiques et d'image que financières. Les forts bénéfices de la librairie sont réinvestis dans la maison d'édition déficitaire, ce qui assure à Futuropolis son indépendance. De plus, comme elle rassemble de nombreux auteurs désireux de découvrir les dernières créations européennes ou américaines ou simplement de se rencontrer, Robial possède un vivier important de collaborateurs potentiels.

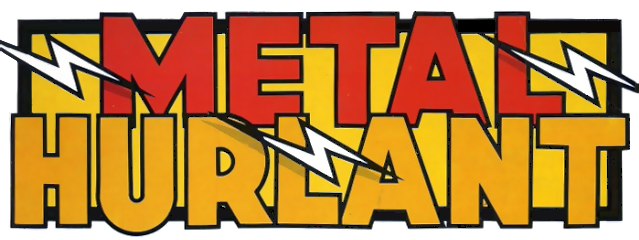
Le logo de Métal hurlant (1975).

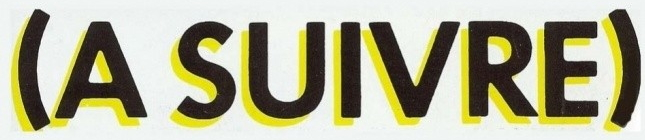
Le logo d(À suivre) (1977).

En 1975, Robial conçoit la maquette et le logo de Métal hurlant, revue de bande dessinée de science-fiction qui s'impose rapidement dans le paysage de la bande dessinée mondiale. Deux ans plus tard, il conçoit pour les éditions Casterman le logo et la mise en page d’(À suivre), ambitieux mensuel visant à légitimer la bande dessinée auprès du grand public cultivé, ce qui rencontre les préoccupations de Robial sur la formation d'une bande dessinée mature ; le mensuel est édité jusqu'en 1997. Pendant ce temps, Futuropolis intensifie sa production, Robial participant parfois directement par son travail de maquettiste aux œuvres des créateurs qu'il édite, par exemple avec le groupe Bazooka à partir de 1976.
En 1977, Robial et Cestac, désireux de se concentrer sur l'édition devenue relativement rentable, cèdent le bail de la librairie, qui ferme deux ans plus tard. Tout en se finançant notamment en vendant de luxueux portfolios numérotés et signés, ils continuent à valoriser la création contemporaine française comme européenne. En 1980, Futuropolis lance sous la direction de Cestac la collection « Copyright », des recueils de comic strips, généralement américains, de l'entre-deux-guerres, qui se vendent très bien. En 1982, Robial crée à l'initiative de Frank Margerin le Mickson B.F. Football Club, dont il est gardien ; l'équipe joue régulièrement en festival contre des équipes locales. En 1984, Robial lance une collection de nouvelles d'auteurs célèbres illustrées par des auteurs maison, puis en 1985 la collection « X », de courts récits créés par de jeunes auteurs publiés dans un format à l'italienne.

### Travail graphique pour la télévision (1982-1990)

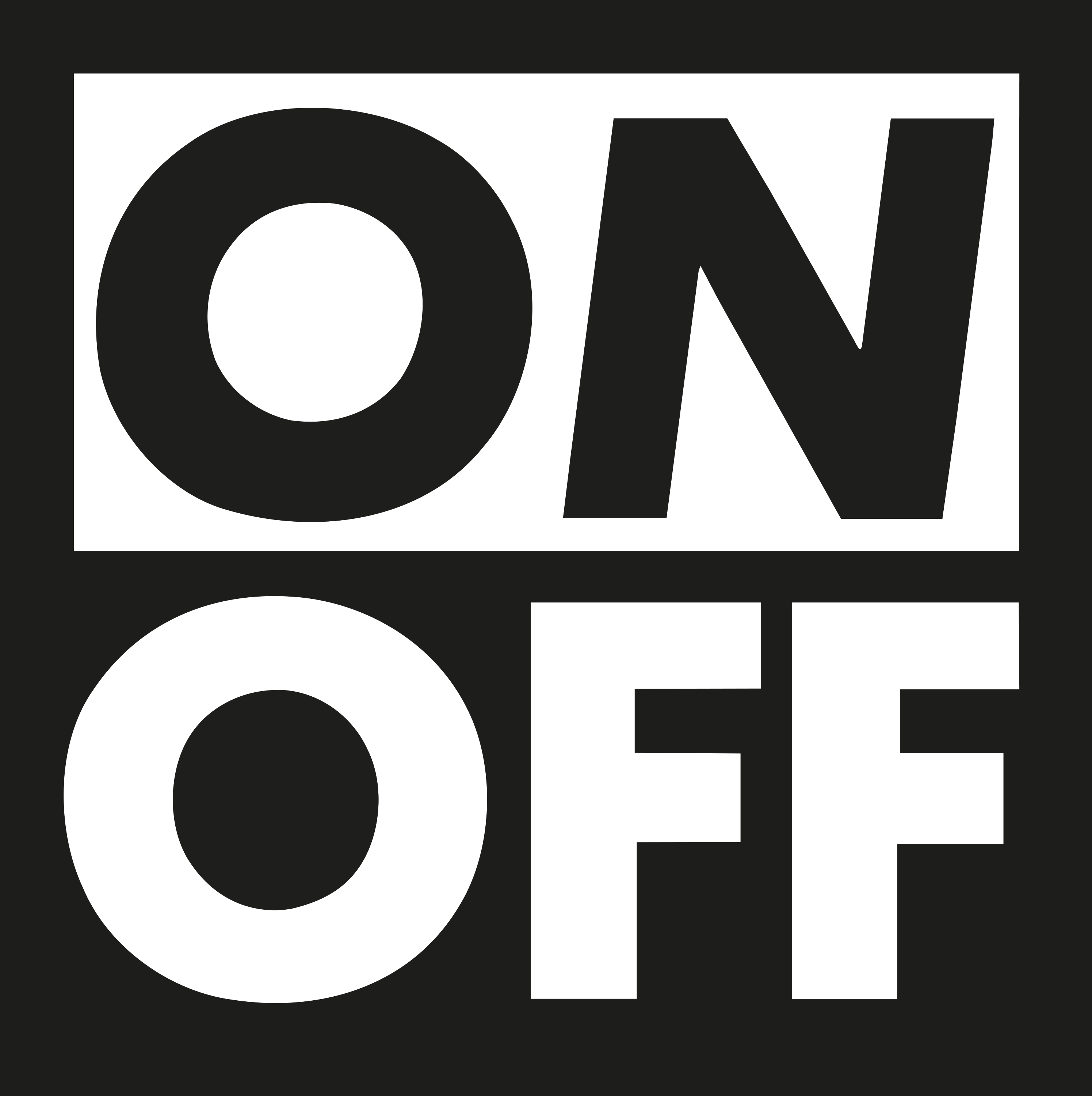
Étienne Robial est cofondateur, en 1982, de On/Off, société de production spécialisée dans la conception d'identité de chaîne et d'habillage d'antenne.

En 1982, Dionnet présente Robial à Pierre Lescure et Alain De Greef, qui lui demandent de réfléchir à une façon graphique de présenter une émission rock : « Je lui propose de faire, comme pour un livre, de la première à la dernière page. Le générique début et le générique fin remplissant le rôle de couverture. Toutes les rubriques sont présentées comme des chapitres, un seul code typographique hiérarchise les différents titres. » Les Enfants du rock est la première émission française « mise en image selon les principes graphiques qui déterminent la mise en pages d'un support de presse ou d'un livre ». Associé au réalisateur Mathias Ledoux, Robial crée la société On/Off Productions pour développer ce secteur naissant de l'« habillage » graphique.

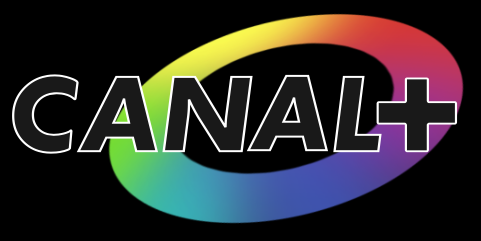
Logo elliptique de Canal + utilisé de 1984 à 1995.

Robial est ensuite engagé en 1984 comme directeur artistique de Canal +, chaîne que Lescure s'apprête à lancer. Il conçoit avec Ledoux un système très identifiable associant des formes simples (rectangles et carrés pour les génériques, logo elliptique), une présence importante du noir, et une police proche de Futura. Ce système est décliné sur l'ensemble des supports de la marque, des génériques des émissions à la papeterie utilisée dans les bureaux. Ce qui est alors une innovation pour une chaîne de télévision française est considéré comme un succès ; Le Monde salue ainsi en 1986 « un “look” simple et élégant ».

Logo de M6 de 1987 à 1999.

À la suite de ce succès, le duo conçoit en l'habillage de La Sept en 1986 et repense celui de M6 en 1987. Robial y impose une ligne marquée par « la lisibilité, l'équilibre [et] la géométrie ».
Robial est également à l'origine de l'habillage de la chaîne de télévision turque Show TV de sa création en 1992 jusqu'en 2002 en y transposant ses dernières directives artistiques (d'abord le logo de la chaîne en animé puis le thème de l'émission à venir).
Alors que ses activités télévisuelles l'accaparent de plus en plus, Robial continue à diriger Futuropolis, qui en 1986 se diffuse lui-même et est rentable malgré des projets ambitieux nécessitant toujours plus de trésorerie (livres d'artistes de Tardi, Bilal, Ever Meulen, etc.). En janvier 1987, l'exposition Robialopolis présentée lors du festival d'Angoulême célèbre l'œuvre de graphiste et d'éditeur de Robial mais quelques mois plus tard il vend sa maison d'édition à Antoine Gallimard, afin notamment d'assouvir son vieux rêve de publier des éditions illustrées grand format d'ouvrages du catalogue Gallimard.
L'année suivante, Robial prend en effet la direction d'une collection qui publie « avec bonheur de grands romans contemporains » illustrés par des auteurs de bande dessinée — le Voyage au bout de la nuit de illustré par Tardi se vend à 138 000 exemplaires. Malgré ce succès, Robial, en butte à des difficultés personnelles et professionnelles notamment incarnés par sa séparation de Cestac, qui quitte Futoropolis, ainsi qu'à une certaine lassitude, décide d'arrêter Futoropolis en 1993. Il continue cependant à s'intéresser à la bande dessinée, défendant en particulier Jean-Christophe Menu, cofondateur de L'Association dont il a publié au tournant des années 1990, quelques projets et qui a repris son discours sur la bande dessinée.
Robial maquette en 1993 la deuxième version du Jour, éphémère quotidien français. L'année suivante, il conçoit avec Mathias Ledoux le nouveau studio du Grand Jury RTL-Le Monde, enregistré en public à partir de cette date et l'habillage de RTL 9. Toujours directeur artistique de Canal +, Robial repense par ailleurs l'habillage du groupe Canal+ en 1995, abandonnant notamment l'ellipse des débuts pour renforcer l'aspect typographique des génériques et les associations de couleurs. L'historien de la typographie Michel Wlassikoff salue en 2005 « une nouvelle leçon élémentaire de graphisme et d'utilisation de la lettre, en forme de pied de nez à l'esthétique du multimédia ».

Logo du PSG de 1992 à 1996.

Dans ces années, il travaille également comme graphiste pour Télérama, le Paris Saint-Germain ou le Centre national de la cinématographie.

### Travaux ultérieurs (années 2000-2010)
En décembre 2000, son travail fait l'objet d'une exposition monographique à la galerie Anatome. Dans les années 2000, il enseigne à l'Esag. En 2008, il préside le premier jury du concours du plus beau livre français.

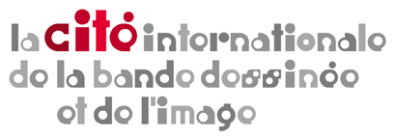
Le logo du CIBDI, dévoilé en 2009.

En 2009, Robial cesse de travailler comme directeur artistique de Canal+. Il continue cependant à être actif, créant en 2009 la nouvelle identité graphique de la Cité internationale de la bande dessinée et de l'image d'Angoulême, ou en 2010 la maquette et le nouveau logo de l'hebdomadaire culturel Les Inrockuptibles. En 2012 il aide Jean-Christophe Menu à monter sa nouvelle maison d'édition de bandes dessinées, l'Apocalypse. En 2016, il conçoit l'identité de l'école supérieure Penninghen, où il enseigne toujours et l’identité graphique et visuelle de la marque L'Équipe.

## Publications
- Futuropolis, 20 ans, 1972-1992, Éditions Futuropolis, collection « 30×40 », 1992.
- Image graphique et identité visuelle de Canal +, Éditions Canal +, 2001.
- Etienne Robial : alphabets, tracés, logotypes, Éditions Magnani, 2021.

#### Documentaire
- Laurent Sylvestre, Etienne Robial, un spécimen de caractère(s)[54], Sancho et Compagnie[55], 2023